# 峰山トンネル (湖西線)
峰山トンネル（みねやまトンネル）は、西日本旅客鉄道（JR西日本）湖西線のマキノ駅と永原駅の間にある全長3,910mの鉄道トンネルである。湖西線内および近畿統括本部管内では最長のトンネルで、JR西日本管内の在来線では5番目に長い。湖西線開業の1974年（昭和49年）から使用され始めた。
本項では、周辺に存在する海津トンネルについても記述する。

## 概要
湖西線のマキノ駅と永原駅の間（山科からのキロ程64km54m - 68km164mの区間）にあり、東山（標高595m）の北側に掘削された高島市と長浜市を行き来する山岳トンネルである。複線トンネルで、トンネル内はほぼ直線であるが中央付近に半径2,000mのカーブが存在し、勾配は北側（近江塩津方面）の方へ4‰の上り勾配が続き、トンネルのほぼ中間から8‰の下り勾配となっている。

## 工事
底設導坑先進上部半断面工法を基本として掘削が行われた。
掘削ルートの決定のため1965年（昭和40年）10月から地質調査が行われ、地質条件が悪い区間を避けやや南に迂回するため、直線ではなくトンネルの中央付近にカーブを設けるルートとなった。
先述したトンネル中間付近の勾配変更点で工区を2つに分け、山科側は1967年（昭和42年）7月から掘削を開始し、1970年（昭和45年）4月に完了した。近江塩津側は1967年（昭和42年）8月から掘削を開始し、1969年（昭和44年）10月に完了した。なお、山科側は比較的湧水が多く、最大で1分あたり7m3の湧水があり、ポンプで強制排水が行われた。
1969年（昭和44年）8月に、トンネル内山科側の150mの区間（山科からのキロ程65km415m - 65km565mの区間）で、土壌中のモンモリロナイトの膨張によりトンネル側壁が変状しているのが発見され、それ以降も変状が継続した。その後、地質調査や対策が検討された結果、モンモリロナイトは空気に触れると膨張する性質があるため、側壁の継ぎ目へモルタルが注入される等の対処が行われた。

## 周辺のトンネル

### 海津トンネル
- 全長：90m

マキノ駅の北側（近江塩津方面）、峰山トンネルの南側（山科方面）にあるトンネル。山崎山（標高307m）の一部分に掘削された。複線トンネルで、トンネルの全区間において半径1,400mのカーブになっており、勾配は北側（近江塩津方面）の方へ4‰の上り勾配となっている。
サイロット工法を基本として掘削が行われた。